# Redi Musu
Redi Musu is de populaire naam van het Neeger Vrijcorps of de Zwarte Jagers, opgericht op 9 juli 1772 in Paramaribo, Suriname. Het korps werd opgericht om de Marrons te bestrijden die met hun overvallen op de plantages grote schade aanrichtten en de veiligheid van de bewoners van de plantages in gevaar brachten. Het gouvernement kocht slaven van plantagehouders om het korps te bemannen en aan die slaven werd in het vooruitzicht gesteld dat zij vrij zouden komen nadat zij hun contract hadden uitgediend. 
Stedman een officier die meevocht in de Staatse troepen roemt de Zwarte Jagers in zijn verslag Reize naar Surinamen en door de binnenste gedeelten van Guiana en achtte een zwarte soldaat van evenveel waarde als zes blanke. 
Het korps werd vrijwel direct ingezet in Boven-Cottica, het gebied waar de Boni-Marrons opereerden. Later werden zij vooral ingezet om het Cordon van Defensie, een verdedigingslinie in het oosten van Suriname, te bemannen. Het korps werd in 1862 opgeheven.
Het begrip Redimoesoe heeft in Suriname de betekenis van verraad van de eigen groep of heulen met de vijand.

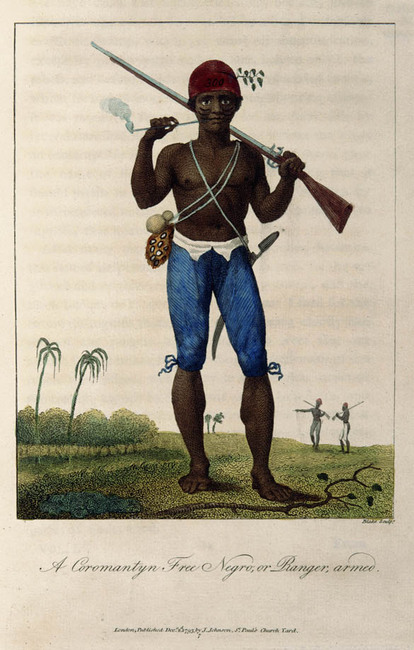
Redi Musu. Een Zwarte Jager van het Neeger Vrijcorps. William Blake naar een tekening van John Gabriel Stedman (1796).

## De oprichting van het korps
De teleurstellende resultaten van het Corps Vrije Mulatten en Neegers, opgericht in 1770, leidden ertoe dat er in 1772 een ander korps werd gevormd: het Neeger Vrijcorps, ook wel het korps Zwarte Jagers genoemd, maar beter bekend onder de naam Redi Musu. Dit korps werd in 1772 opgericht door gouverneur Jan Nepveu. In voorjaar 1772 had de gouverneur al enkele malen aan het Hof van Politie voorgesteld om een militair korps te vormen dat samengesteld zou worden uit vrijgekochte slaven. Die voorstellen leidden niet tot concrete actie. Dat veranderde na de overval op de plantage Nieuw Roosenbeek op 28 mei 1772. In juli 1772 nam het hof van Politie met algemene stemmen het voorstel aan van de raad Bedlo om een korps te vormen bestaande uit 150 vrijgekochte slaven. De slaven zouden door het gouvernement worden gekocht van plantagehouders en worden ingezet voor de strijd tegen de weggelopen slaven of Marrons. Het ging hierbij vooral om de strijd tegen de Boni-Marrons waarmee geen vredesverdrag was afgesloten. Na afloop van hun diensttijd zouden zij "uijt hunne slaverneij worden ontheft en aan hij de vrijheid worden geschonken" (Reglement van het korps Zwarte Jagers, art.2).
De plantagehouders werden verplicht om slaven aan het gouvernement te verkopen. Om het vrijkopen van de slaven te kunnen bekostigen vroeg Nepveu een lening van ƒ 700.000 gulden aan bij de Societeit van Suriname, een bedrag dat door de stad Amsterdam werd gefourneerd. 
Op 15 juli werden de eerste 116 slaven geselecteerd. Twee slaven werden door hun eigenaar als geschenk gegeven, 114 slaven werden gekocht. De bedragen varieerden van ƒ 700 tot ƒ 2435 per slaaf. In totaal werd ƒ143.400 uitgegeven. Op 17 juli werd door het Hof besloten om de sterkte van het korps uit te breiden tot 300 man. Voor een bedrag van ƒ 227.995 werden nog eens 190 slaven gekocht en toegevoegd aan het korps.
Voor het korps werd een reglement opgesteld dat op 9 juli 1772 werd ondertekend door gouverneur Nepveu. In artikel 3 wordt de doelstelling van het korps beschreven: "Dat zij gehouden & verpligt zullen zijn: op de bequaamste wijze moogelijk zig te Emplooijeren, en benaastigen tot het opzoeken, attacqueeren, vervolgen en en zoo doenlijk uit te roeijen, van alle de thans bekent zijnde wegloopers […]".
De vrijgekochte slaven ontvingen een Manumissiebrief, het officiële bewijs van hun vrijlating. Het gouvernement verplichtte zich om kleding, munitie en voedsel te verschaffen. De kleding bestond uit een kuitbroek en een groene muts met een witte band waarop een volgnummer was aangebracht. De bewapening bestond uit een geweer en een sabel. 
De vrijgekochte slaven hadden een semi-militaire status. Ze ontvingen 9 Surinaamse guldens soldij voor iedere maand dat zij daadwerkelijk dienst deden. Ook hadden ze recht op een premie van 50 Hollandse guldens voor het vangen of doden van een weggelopen slaaf. Ten bewijze hiervan moest van iedere gedode wegloper een afgehakte hand worden ingeleverd.
Buiten dienst konden zij in hun eigen onderhoud voorzien doordat ze een kostgrondje kregen toegewezen vlak buiten Paramaribo, de huidige wijk Frimangron. Hierop mochten zij ook een huisje bouwen. Ook kregen zij het recht om hun gezin te bezoeken dat niet was vrijgekocht en dus op de plantage was achtergebleven.
De officieren van het korps werden gerekruteerd uit de militaire korpsen van de kolonie, de troepen van de Societeit of de Staatse troepen die in het voorjaar 1773 in Suriname waren aangekomen. Tot de conducteurs (bevelhebbers) van het korps behoorden onder andere: Jurriaan François de Friderici, P.S. Stoelman, A. Vinsaque (of Vinsack) en C.G. Mangold. De soldaten kozen hun eigen onderofficieren die kapitein of opperjager werden genoemd.

## Inzet van de Redi Musu tegen de Boni-Marrons. De Eerste Boni-oorlog (1765-1776)
Vrijwel direct na de oprichting werd het korps Zwarte Jagers op pad gestuurd om Fort Boekoe, de versterkte nederzetting van Boni, te vernietigen. De eerste tocht naar het gebied Boven-Cottica eindigde in een fiasco. Tijdens deze mislukte veldtocht werden veel groene mutsen buitgemaakt door de Marrons. Om verwarring tussen aanvallers en verdedigers bij volgende expedities te voorkomen werd de groene muts vervangen door een rode. Redi Musu werd daarna de populaire bijnaam van de Zwarte Jagers.

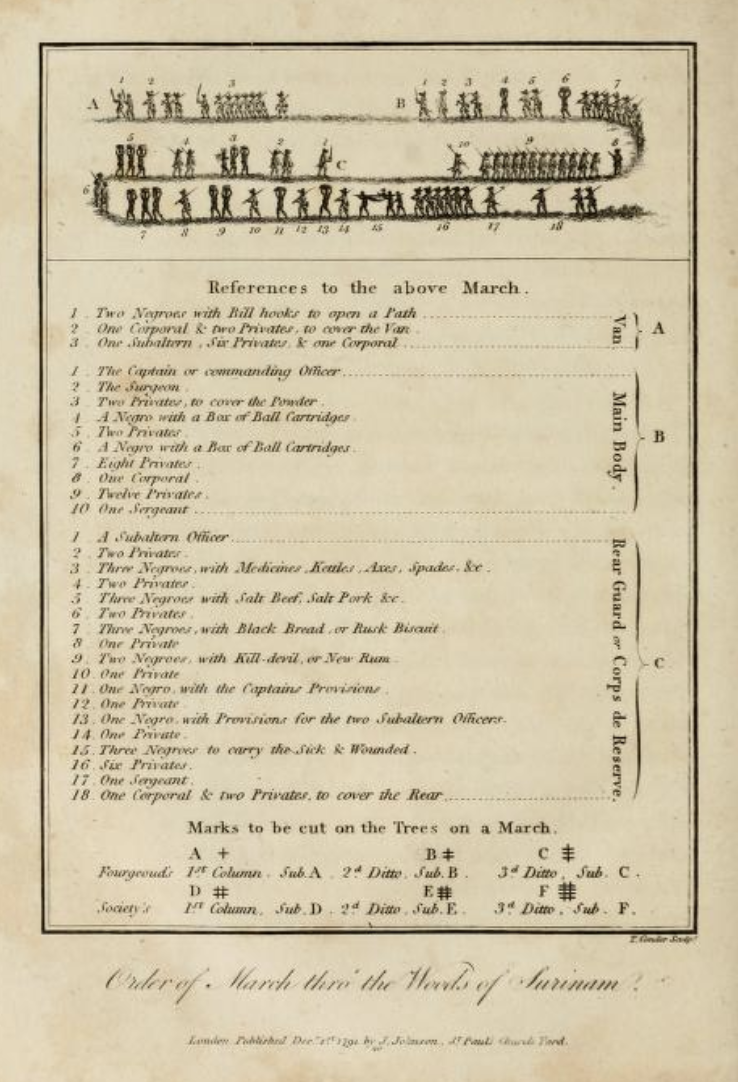
Tekening van de manier waarop een expeditie van reguliere troepen en Zwarte Jagers werd samengesteld. (John Gabriel Stedman 1796)

Bij de slag om Boekoe op 20 september 1772 waren alle Redi Musi betrokken. Een kleine groep onder leiding van luitenant Friderici werd vooruitgezonden om de route verkennen. Een commando van de Sociëteitstroepen, aangevuld met 113 Zwarte Jagers trok op via de Barbakoebakreek. En een derde groep, bestaande uit 173 Zwarte Jagers vertrok vanuit de Post Vredenburg. Via een omtrekkende beweging bereikten de Zwarte Jagers Boekoe. Terwijl de andere troepen een schijnaanval uitvoerden bestormden de Redi Musu het dorp. De strijd duurde een half uur. Na de verovering werden het dorp, de versterkingen en de bijbehorende kostengronden vernietigd.
In de jaren die volgden op de val van Boekoe werden steeds nieuwe expedities opgezet om de Boni’s te verjagen en te achtervolgen na overvallen op plantages.
In juni 1774 vroeg burgerkapitein Stoelman aan het Hof van Politie of hij bevelhebber kon worden van de Redi Musu. Hij wilde achter de overvallers aan van plantage Groot-Marseille die in april was overvallen door de Boni’s. Op 11 juli 1774 ontdekten de Zwarte Jagers drie verlaten dorpen met kostgronden ten oosten van Boekoe, in de regio Locusboom. Het betrof de dorpen van de aanvoerders L’Ami van Marseille en Kormantin Kodjo. Deze twee dorpen werden vernietigd en in het voormalige dorp van Boni, Gado Sabi (God weet het), liet Stoelman voor korte tijd een militaire post inrichten..
In augustus 1775 werd een nieuwe grote expeditie opgezet onder leiding van kolonel Louis Henri Fourgeoud. De legermacht bestond uit 300 man, waaronder 100 Zwarte Jagers. Ze vonden twee nieuwe dorpen in de buurt van de Cassiperakreek: Holi-mi en Kofi-hay. De Marrons verloren het gevecht en hun dorp en kostgronden, maar hadden vlak voor de strijd hun vrouwen en kinderen overgebracht naar het nieuwe dorp Busi-krey (het bos huilt).
Geholpen door de overgelopen Marron Jonas van ’s-Haagenbosch vonden de Zwarte Jagers op 18 april 1776 het dorp Mokomoko-busi. Zij leverden uiteindelijk een beslissende slag tegen de Boni’s onder leiding van conducteur Vinsaque. De Boni’s worden verjaagd en het dorp in brand gestoken. Gedwongen door de vernietiging van hun kostgronden besloot Boni om zich te vestigen aan de andere zijde van de Marowijne, in Frans-Guyana. Eind augustus 1776 staken zij in 15 korjalen de rivier over in de buurt van wat nu de Bonikreek heet, ongeveer 20 kilometer ten zuiden van Albina.

## Bemannen van het Cordon van Defensie
Na het verdrijven van de Boni’s naar Frans-Guyana kregen de Zwarte Jagers een nieuwe taak: het bewaken van het Cordon van Defensie.

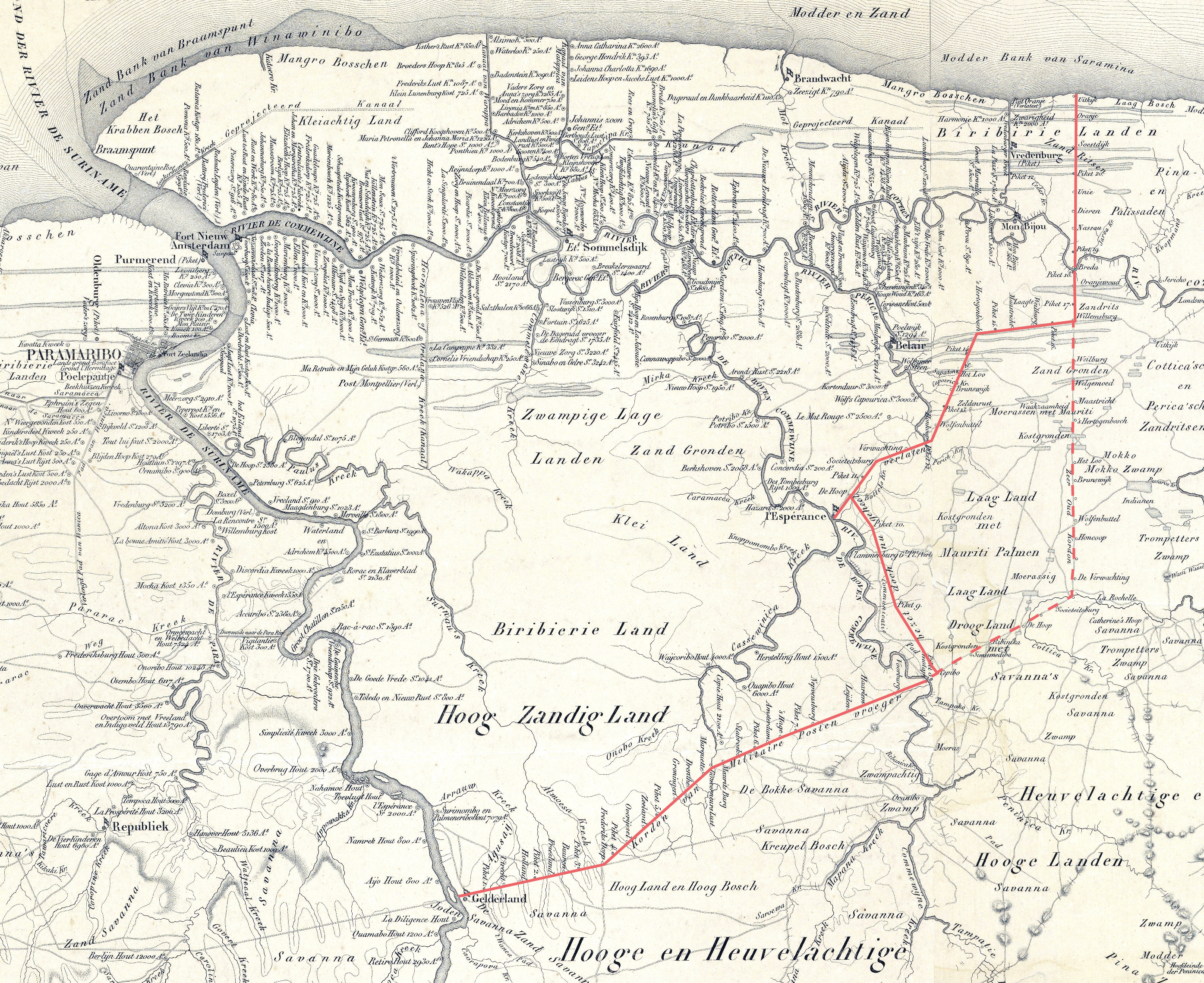
Positie van het Cordonpad in Suriname, geplot op de kaart van J.C. Heneman en C.A. van Sijpesteijn (1849)

Gedurende de Eerste Boni-Oorlog (1765-1776) was al begonnen met de aanleg van een verdedigingslinie om de plantages tegen overvallen beschermen. De linie bestond uit een reeks militaire posten, onderling verbonden door het Cordonpad. Het eerste deel daarvan was aangelegd in 1770 maar over de uitbreiding van het kordon was verschil van inzicht ontstaan tussen Nepveu en Fourgeaud, de bevelhebber van de troepen. Fourgeaud wilde de Boni-Marrons verjagen uit hun dorpen en van hun kostgronden zodat hun kracht gebroken werd. Nepveu was voorstander van een defensieve strategie en wilde uitbreiding van het kordon, dat naar zijn mening de beste bescherming bood aan de westelijk van de verdedigingslinie gelegen plantages. Nepveu kreeg in 1775 toestemming van de directeuren van de Sociëteit om de linie uit te breiden. Uiteindelijk liep het defensiekordon van de Surinamerivier ter hoogte van de Jodensavanne naar de Boven-Commewijne, en vervolgens verder noordwaarts via de bovenloop van de Perica en de Cottica en van daaruit naar de Atlantische kust. De gehele linie bestond uit 33 posten, had een lengte van ongeveer 94 km en werd voltooid in 1778.

## Optreden van de Redi Musu gedurende de Tweede Boni-oorlog (1789-1793)
In 1784 was het aantal Redi Musu door sterfte en andere omstandigheden sterk teruggelopen. De sterkte van het korps bedroeg 178 personen, waarvan een aantal door opgedane verwondingen en ziekte niet in staat was tot actieve dienst. Friderici, die in 1781 was benoemd tot majoor en leider van het korps, drong er op aan om het korps weer op sterkte te brengen. Op zijn voorstel werd door het gouvernement besloten om 15 à 20 mannen te kopen uit het eerstkomende slavenschip en die bij het korps te voegen. Ook kreeg Friderici toestemming om vrije mulatten of negers aan te nemen. Hun soldij bedroeg ƒ 12 per maand, plus kleding en voedsel. Ook namen enkele Aukaners dienst bij het korps.
Vanaf 1785 namen de overvallen van de Marrons vanuit Frans-Guyana op Surinaamse plantages weer toe. In oktober 1785 werd de plantage ’s-Haagenbosch overvallen. In 1789 overvielen de Boni’s vier plantages gelegen aan de Suriname-rivier. Ook werd de plantage Clarenbeek opnieuw overvallen. Merle, de directeur van de plantage werd meegevoerd naar Aroku, het nieuwe dorp van Boni, gelegen op de Franse oever van de Marowijne.
In juni 1789 werd Stoelman opnieuw benoemd tot bevelhebber van het Vrijcorps. Hij kreeg de opdracht om met een detachement Zware Jagers en Sociëteitstroepen een nieuwe militaire post te vestigen aan de Marowijne. Stoelman besloot de post te vestigen bij de Armina-vallen. De kolonie maakte gebruik van de verwarring in Frankrijk, veroorzaakt door de Franse revolutie, om de troepen ook in Frans-Guyana te laten opereren. Na enkele verkenningstochten en mislukte aanvallen vanuit de nieuwe post lukte het uiteindelijk om met een groot contingent Zwarte Jagers op 30 april 1790 het dorp Aroku van Boni te veroveren. Askaan van Ephrata, een overgelopen Boni, had de weg gewezen naar het dorp. Op 14 en 15 mei 1790 werd het dorp van dorp Puja veroverd en het dorp van Kormantin Kodjo dat zich op het eiland Langatabbetje bevond. Om de inname van Aroku te vieren werd er in Paramaribo een feest georganiseerd waarbij een gedicht van Paul François Roos werd voorgedragen.
Na het innemen van Aroku waren de Boni’s stroomopwaarts getrokken naar de omgeving van de Pedrosungu-vallen. Hun toestand was slecht omdat zij hun oude kostgronden niet meer konden bereiken. Bovendien was er een pokkenepidemie uitgebroken.
Friderici, die inmiddels was benoemd tot gouverneur, wilde na de succesvolle inname van Aroku de strijd met de Boni’s definitief beslechten en verzocht het Hof van Politie om het Vrijcorps weer op sterkte te brengen. Voor drie tot vier maanden werd het korps uitgebreid met 100 man. De eigenaren kregen een vergoeding van 15 stuivers per dag per slaaf en een compensatie van ƒ 600 als een slaaf tijdens de dienst sneuvelde. Ook werden enkele overgelopen marrons opgenomen in het korps.

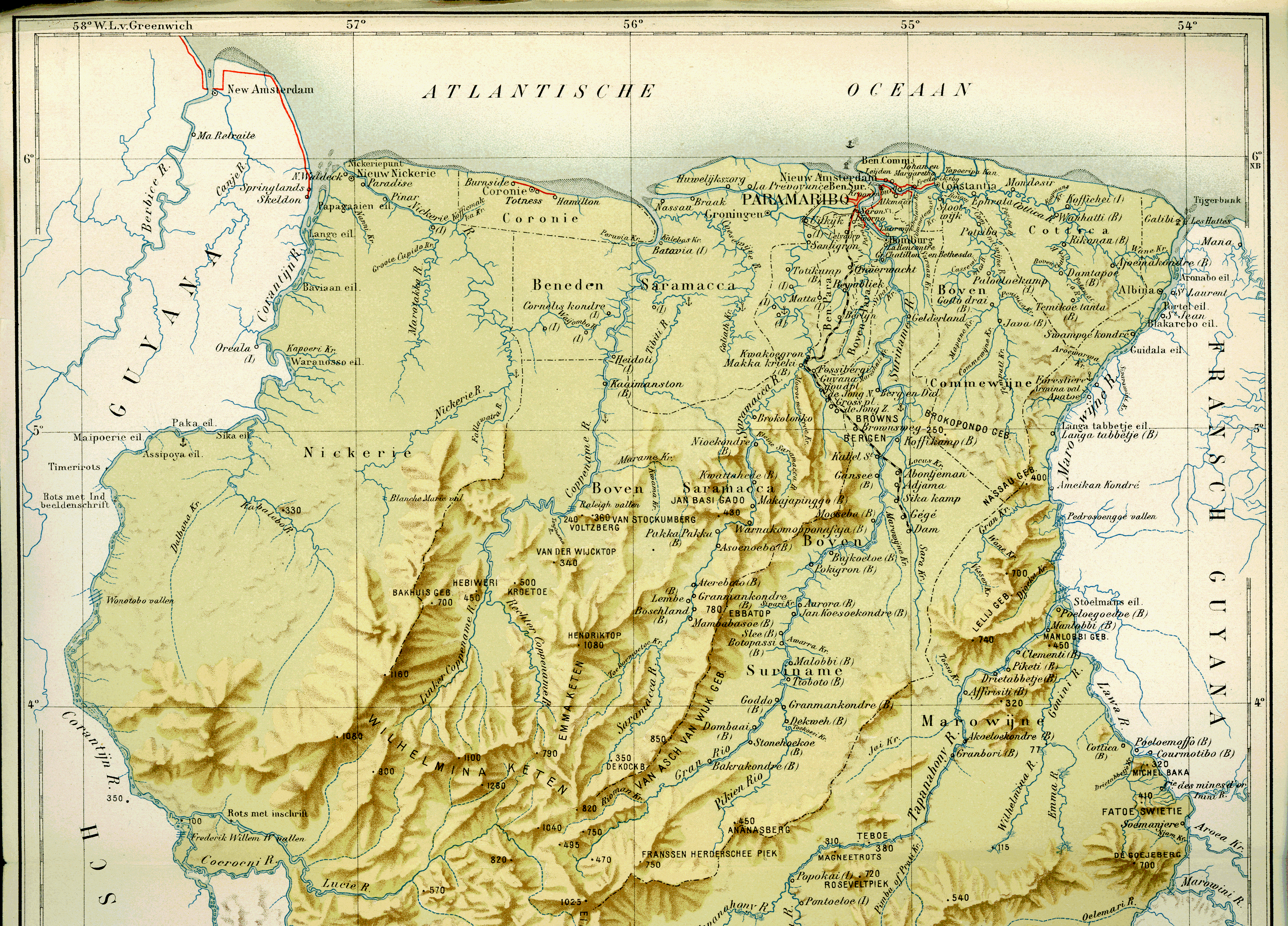
Het noorden van Suriname (Encyclopaedie van Nederlandsch West-Indië 1917)

Friderici gaf ook instructies aan de bevelhebbers aan de Marowijne om een dubbele strategie te volgen inzake de Boni’s. Zij moesten zich welwillend voordoen ten opzichte van de verzoeken van Boni om vrede te sluiten, mits de Boni’s zich bereid verklaarden om de slaven over te dragen die zij in 1789 hadden meegenomen van de plantages. Tegelijkertijd werden de expedities naar de bovenloop van de Marowijne voortgezet en werden de Aukaners, met wie de Boni’s vriendschappelijke betrekkingen onderhielden, onder druk gezet om zich tegen de Boni’s te keren.
In augustus 1791 werden de Boni’s verdreven uit hun dorp Ingi Pule Seton bij  Pedrosungu-vallen door een detachement van 120 manschappen, deels Redi Musu, deels Sociëteitstroepen, en onder hen bevonden zich ook vijf overlopers, onder wie Askaan van Ephrata. De Boni's werden wederom opgejaagd en vonden een nieuwe verblijfplaats aan de Lawa. Stoelman besloot daarop de militaire post in december 1791 te verplaatsen naar de samenvloeiing van de Lawa en de Tapanahony. Hij vestigde de post op het eiland dat later Stoelmanseiland genoemd zou worden.
De Boni’s werden uiteindelijk definitief verslagen door de Aukaners. De Aukaners waren onder druk gezet door de gouverneur om hun vriendschappelijke betrekkingen met de Boni's op te geven en de handelsrelatie te beëindigen. Op 20 februari 1793 overvielen zij de Boni’s. Tijdens deze overal werd Boni gedood door Bambi, een Aukaans opperhoofd.
De Boni’s die na de dood van Boni in handen van de kolonie waren gevallen werden tamelijk mild behandeld. De leiders werden naar Sint Eustatius verscheept en daar als slaaf verkocht. Anderen keerden naar hun oude plantage terug en een aantal werd bij het Neeger Vrijcorps ingelijfd.

## Muiterij
Na 1793 verminderde de activiteit van het korps aanmerkelijk. Het werd ingezet om verzet op plantages te onderdrukken en de rust te handhaven en om weggelopen slaven op te sporen en terug te halen. De discipline en de strijdgeest van het korps namen af en hun leiders hadden niet meer het statuur van de eerdere conducteurs.
Op 7 september 1805 brak muiterij uit bij enkele posten van het Cordon. Het korps bestond op dat moment uit 336 manschappen en 20 onderofficieren. Dertig Zwarte Jagers, gelegerd in de posten Oranjebo en Imotapie aan het Cordonpad bij de Boven-Commewijne, vermoorden twee officieren, een sergeant, twee commissarissen en de directeur van een plantage. De rebellen trokken daarna naar de post Armina aan de Marowijne. De daar gelegerde Zwarte Jagers sloten zich aan bij de opstandelingen. Alle blanken, de officieren en de chirurgijn werden vermoord. Het detachement gelegerd bij de post Mapane sloot zich ook aan zodat het totale aantal opstandige Redi Musu zo’n 80 man bedroeg. Na de overval op Armina trokken zij verder stroomopwaarts waar ze steun kregen van de Aukaners die hen Poeloegoedoe toewezen om zich te vestigen.
In 1806 werd op verzoek van gouverneur William Carlyon Hughes een onderzoek ingesteld naar de oorzaken van de muiterij. Er bleken twee belangrijke oorzaken aan te wijzen.
Bij de oprichting van het korps was gekozen voor een militie-achtige organisatievorm met een eigen lossere discipline. Overtredingen vielen niet onder militaire rechtspraak maar werden door het Hof van Justitie behandeld. In 1799 werd het korps onder rigide militaire discipline geplaatst zonder goede instructie of overgangsmaatregelen.
Een andere oorzaak was dat er 1795-96 en later in 1797 een aantal Boni’s waren ingelijfd bij het korps, ondanks twijfel aan hun loyaliteit. Het waren strijders tegen de onderdrukking die nu tegen hun eigen mensen konden worden ingezet. Gedurende hun diensttijd bleven deze jagers contact houden met hun familie in de dorpen langs de Marowijne die inmiddels weer goede betrekkingen onderhielden met de Aucaners. Een leven in vrijheid werd door deze Redi Musu verkozen boven een gedisciplineerd bestaan in het korps.
De positie van de rebellerende Zwarte Jagers werd uiteindelijk geregeld in een nieuwe verdrag met de Djukas. De Aucaners hadden in 1791 al aan het gouvernement beloofd dat de Boni’s die zich in hun gebied gevestigd hadden geen schade aan de kolonie zouden toebrengen. Ook de opstandige Zwarte Jagers van 1805 hielden zij onder hun zeggenschap. In het conceptverdrag van 1809 was opgenomen dat de Aukaners de weggelopen slaven en de opstandige Zwarte Jagers zouden uitleveren aan het gouvernement en dat “[…] in gevalle de Regeering ’t eenigen tijd goedvinden mogte, omme de gemelde Rebellen te Attaqueeren, Zy Aucaaners, niet alléén zig teegens eens zodanige Expeditie niet zullen verzetten of de Rebellen op eenigerley wyze, hetzy door het geeven van Schuilplaatzen of andersints te probeeren maar in allen opzichten behulpzaam zyn.”  De regering moest deze eis uiteindelijk laten vallen en de weglopers en de rebellen bleven wonen in de leefgebieden van de Aucaners en bleven tot 1860 onder hun jurisdictie staan. Afstammelingen van dese Redi Musu wonen nu nog in het dorp Poligudu op een eiland in de Marowijne bij de samenvloeiing van de Tapanahony en de Lawa.

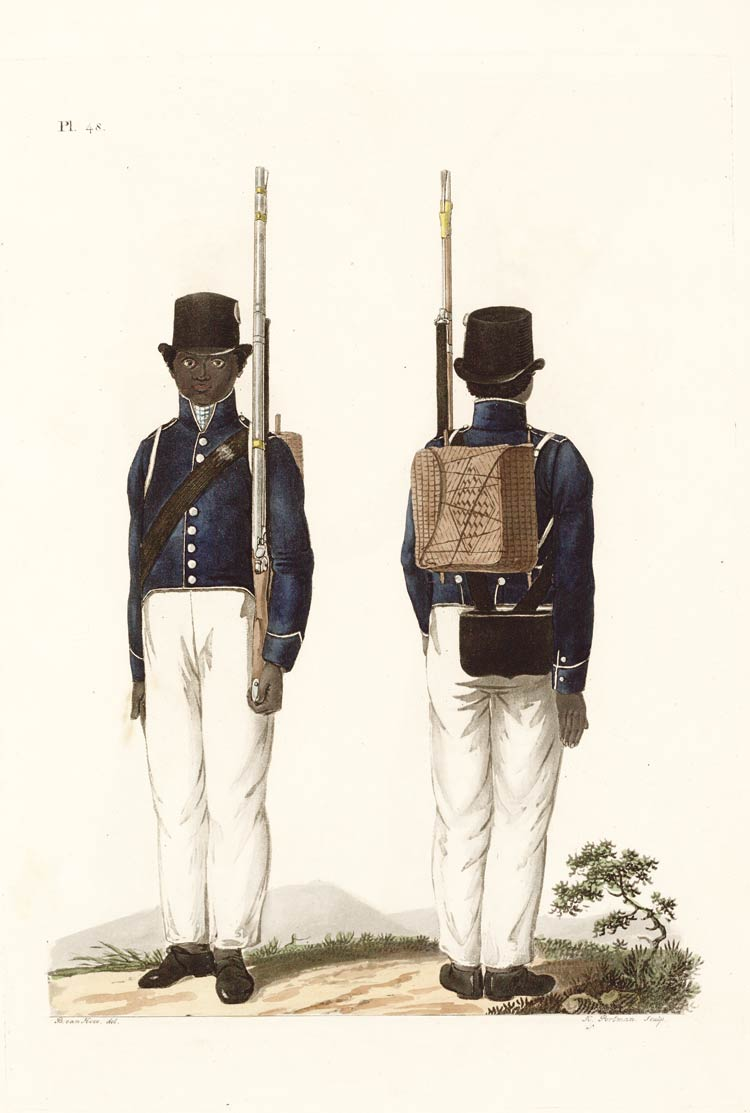
Uniform en uitrusting van het korps Koloniale Guides (1823)

## Opheffing van het korps
Het korps Zwarte Jagers heeft bijna een eeuw bestaan, ook tijdens de Franse overheersing van Nederland en gedurende de perioden dat de Engelsen de macht in Suriname in handen hadden (1799-1802 en 1804-1816). In 1818 veranderde de naam in Corps Koloniale Guides en in 1834 in Compagnie Koloniale Guides. Het korps werd tot 1830 nog aangevuld met slaven, die rechtstreeks uit West-Afrika werden aangevoerd. Deze zogenaamde zoutwaternegers waren goedkoper dan de slaven die van de plantages werden gekocht. In 1840 werden nog 40 of 50 nieuwe soldaten rechtstreeks in Afrika gekocht.
Na 1840 werden Redi Musu vooral als roeiers op de buitenposten gebruikt. Het korps werd opgeheven in 1862.